# Tierra Zikola
La tierra de Zikola es una novela escrita por el escritor egipcio Amr Abdel Hamid. Se publicó como primera edición en 2010  y fue reeditada por Assir Al-Kutub para publicación y distribución en 2015 . La novela ocupó el segundo lugar en la lista de libros más vendidos en 2016 para Bookstore y Juice Books después de Tierra de Dios.
Es una novela de ficción que describe un mundo paralelo al nuestro. Su protagonista es un joven del pueblo de Al-Baho Frick que un día se encuentra en una tierra que no trata con dinero como otras personas, sino que utiliza unidades de inteligencia . Así que cada trabajo a cambio de dinero en nuestra tierra equivale a un determinado valor de unidades de inteligencia.

## Ley de Tierra de Zikola
- Es una tierra cuya gente trata con unidades de inteligencia, trabajas y no te cobran en efectivo. Más bien, tus unidades de inteligencia aumentan, y si compras algo, disminuye tu inteligencia.
- Ser pobre significa ser alguien que no tiene muchas unidades de inteligencia.[5]
- Cada año hay un día en el que se celebra Zikola, y se llama el Día de Zikola, en el que se masacra a la persona más pobre de la tierra. Se reúne a los ciudadanos más pobres y los médicos eligen a tres de ellos que están más enfermos (más pobres) para luego ser sometido a un juego llamado el Juego de Zikola[6] en el que el elegido dispara sobre zonas específicas que previamente había elegido en una pequeña figura de sí mismo que se tallaba después de su selección,[7] y quien acierta menos zonas sería sacrificado.
- Nadie tiene derecho a salir de la tierra de Zikola en días normales excepto el Día de Zikola, cuando se abren las puertas .
- Al salir de la tierra de Zikola, no se te aplica la ley de las unidades de inteligencia.
- El día del nacimiento de un hijo varón del rey se celebra el Día de Zikola.

## Resumen de la novela
El protagonista de esta novela es Khalid, un joven de 28 años del pueblo de Al-Baho Frick le propone matrimonio a su novia por octava vez y es rechazado por su padre porque quería un joven inusual para su hija. Luego, Khalid intenta emprender una aventura que le permita alcanzar algo que agrada a su mente. Él decide hacer un viaje en Cripta Furik, que se encuentra en el pueblo, es la cripta alrededor de la cual giran muchos rumores y hechos, uno de ellos es que fue el último lugar que visitaron los padres de Khaled. Entonces recurre a su abuelo, quien llama a un amigo y le da a Khalid un libro de una persona que ya ha visitado la cripta, pero este libro está incompleto. Khalid entra a la cripta en una noche de luna llena y se desplomó después de una larga caminata, después de sobrevivir Khalid se encuentra en Desierto árido con dos personas contándole sobre una ciudad cercana que era Tierra de Zikola que se conocía ese día para celebrar su día especial, el Día de Zikola, Khalid entra a la ciudad y se encontró con Yamen Y su amigo Iyad, Quién le dice las leyes de zicola y cómo la gente trata con las unidades Inteligencia en lugar de dinero y cómo masacrara los más pobres (estúpidos) de la ciudad en el Día de la Zikola después de elegir un juguete zikola para él. Cuando decide salir, le dicen que la puerta por la que entró ha sido cerrada y no se abrirá hasta el próximo año el día de la celebración. Khaled luego conoce a la  médica Aseel, quien lo ayuda en el resto de su viaje en busca de un libro y Khaled descubrió que es el libro más caro que se vende en la tierra de Zikola y habla sobre una ilusión llamada la Cripta Furik. Este libro fue con alguien que vino a la ciudad hace veinte años, luego supo que el dueño del libro era su padre, por lo que Khalid comenzó a trabajar con su amigo Yamen para cosechar más unidades de inteligencia requeridas por el libro, y también buscar al dueño del libro junto con Aseel. Al final resulta que el dueño del libro es el hermano de Khalid, quien lo obtuvo después de matar a su padre para heredarlo.
El libro requirió muchas unidades de inteligencia, especialmente porque su hermano era muy codicioso y explotador. después de eso, Khaled encuentra en el libro un misterio que solo pudo resolver con la ayuda de la médica Aseel, que poseía una gran cantidad de inteligencia. Después de encontrar la puerta de la cripta para regresar, fue necesario buscar la forma de llegar a esta puerta tras descubrir que la puerta se encontraba fuera del muro de zikola y no dentro de él. Entonces, hizo un plan como la siguiente manera: cavará un túnel en una de las casas cercanas al muro, donde le dará al sirviente que lo cuida 200 unidades de inteligencia y a los trabajadores que cavarán el túnel 300 unidades de inteligencia, con la condición de que completen la excavación dentro de los 20 días. Khaled trabajará en ese período para restaurar sus unidades, pero la sorpresa fue el nacimiento del hijo del gobernador en solo su séptimo mes, durante el cual fue arrestado Khalid y después de ser examinado por la médica Aseel Junto con muchos otros detenidos, se descubrió que estaba entre los tres más pobres. Luego lo remitieron al juego de Zikola, en el que no tuvo éxito, y lo sentenciaron a ser degollado, pero la médica le había dado mucha de su inteligencia sin su conocimiento porque ella lo amaba y no quería su muerte, para luego perdonar a Khalid por ser rico y considerar la médica Aseel una traidora. Con la ayuda de sus amigos, Khaled ya ha logrado entrar en el túnel que conduce a Cripta Furik y regresó a su país. Mientras la médica huía de la tierra de zikola 

## Personajes de la novela
- Khaled Hosni: Un joven recién graduado de la Universidad y le propone matrimonio a su amada Mona, pero su padre lo rechaza más de una vez por una extraña razón, es que Khalid no es una persona especial, por lo que insiste en casarse con ella cueste lo que cueste. Khaled decide bajar a la extraña Cripta de Furik y emprender una aventura a la tierra de zikola para demostrarse a sí mismo y al padre de Mona que es una persona especial, pero su viaje estará lleno de desafíos y plagado de peligros.
- Aseel: El primera Doctora de la tierra de zikola, conoce a Khalid por casualidad cuando su carruaje lo golpea, y ella se enamora de él, especialmente después de que él salvó a un niño de ahogarse frente a ella, y luego lo ayuda a salir de zikola y regresar a su país.
- Yamen: Es un joven zikoli, es amigo de Khalid en zikola que le ayuda a conocer zikola, sus leyes y la naturaleza de su gente, y le busca un trabajo para que pueda reunir unidades de inteligencia que le permitan regresar a su país.
- Iyad: El amigo cercano de Yamen, a quien Khaled usa en su viaje de búsqueda al regresar a la aldea de Al-Bahu Farik.
- Nadine.: Una prostituta que intentó seducir a Khalid pero él no le respondió, y luego lo ayuda a llegar a un viejo libro que será la llave de su regreso a su país.
- Abdo: El abuelo de Khaled, quien lo crio desde la muerte de sus padres, y quien le cuenta a Khaled la historia de su entrada a la Cripta de Furik antes.
- Mona: El amor de Khaled, con quien se esfuerza por casarse, pero se encuentra con el constante rechazo de su padre hacia él.

## Citas
| Citas |
| --- |
| Dicen que El Amor Es Ciego.. Y él dice que me quedé ciego cuando amé |
| Amigo mío, nuestra moneda es completamente diferente.. La moneda de la Tierra zikula son las unidades de inteligencia.. Y quien es inteligente es rico.. Los pobres son los menos inteligentes |
| Prefiero matar el día de Zicula .. Y no le doy nada a nadie por mi miedo.. |
| Sé que estás lidiando con unidades de inteligencia.. Y esa inteligencia es su moneda.. Pero es hora de usarlo una vez en la vida.. Úsalo para vivir.. Úsalo para sentirte orgulloso.           |
| Sé muy bien que el que ama hará todo por el que ama.. |

## Lea también
- Amr Abdul Hamid
- Memoria Corporal
- La tierra de Dios
- Valle de los Lobos olvidados